# البعثة اليابانية للقارة القطبية الجنوبية

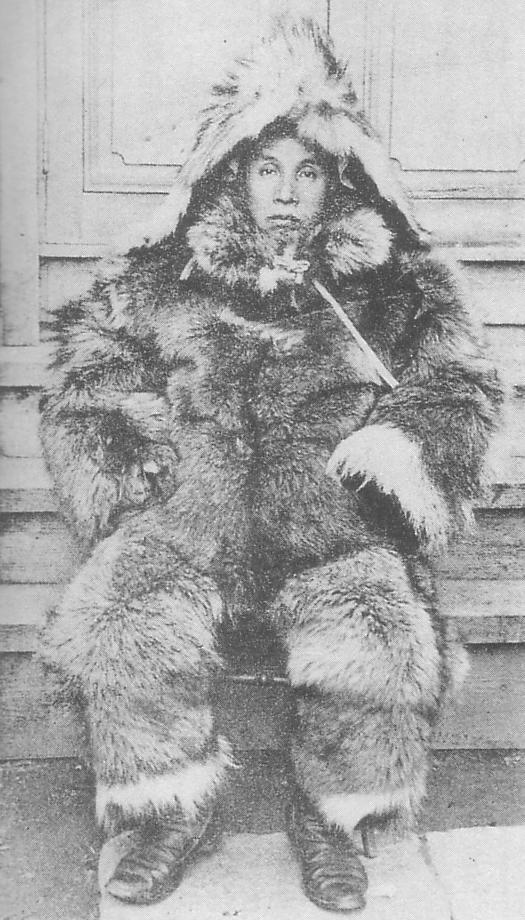
شيراز نوبو

البعثة اليابانية لانتاركتيكا هي أول رحلة يابانية إلى انتاركتيكا وأول رحلة استكشافية من هذا النوع تقوم بها دولة غير أوروبية. قاد البعثة الضابط شيراز نوبو الذي أبحر على متن السفينة كاينان مارو (Kainan Maru) بين ديسمبر 1910 و20 يونيو 1912.
تم تمويل البعثة من القطاع الخاص وغادرت اليابان في نوفمبر عام 1910، وبعد فشل محاولتها الأولى للوصول إلى القطب الجنوبي اضطرت لقضاء شتاء عام 1911 في أستراليا. تغيرت أهداف البعثة لاحقًا بأخرى أقل طموحًا، وبعد محاولة ثانية أكثر نجاحًا عادت بأمان إلى اليابان دون إصابة أو خسائر في الأرواح.
نجحت البعثة في محاولتها الثانية عام 1911-1912 في الوصول إلى القطب الجنوبي، وبالرغم من أنها لم تحقق أي اكتشافات علمية أو جغرافية كبيرة إلا أنها ادعت تحقيق بعض الإنجازات المهمة، وشمل ذلك أول هبوط على ساحل أرض الملك إدوارد السابع وأسرع رحلة تزلج مسجلة وأقصى نقطة وصلت إليها سفينة باتجاه الشرق على طول ساحل أنتاركتيكا، كما أصبحت البعثة الرابعة التي تجاوزت خط عرض 80 درجة جنوبًا.
بعد عودة البعثة إلى اليابان، استُقبل شيراز وفريقه ورحب بهم بحفاوة وتم اعتبارهم أبطال، لكن الاهتمام بهذا الإنجاز سرعان ما تلاشى عندنا وجد شيراز نفسه مثقلا بديون الرحلات الاستكشافية التي استغرق سنوات في تسويتها . أما خارج اليابان فقد رفضت الحملة بشكل كامل أو تم تجاهلها تمامًا. بعد عدة سنوات فقط من وفاة شيراز بشكل غامض في عام 1946 قام اليابانيون بتكريمه وتذكر إنجازاته، كما ظهرت ترجمة إنجليزية لمذكرات شيراز عام 2011 والتي تحكي عن قصة الرحلة الاستكشافية وعرضت للعامة. سميت العديد من المعالم الجغرافية في أنتاركتيكا تكريمًا لهذه البعثة.